# Grand-Santi
Pour les articles homonymes, voir Santi.
Grand-Santi est une commune française de la collectivité territoriale unique de la Guyane. La commune est située au sud des montagnes françaises, le long de la rivière Lawa (qui devient en aval le fleuve Maroni).
Les habitants de Grand-Santi sont majoritairement Ndjukas ( Okanisi-Lo ).

## Géographie
Les communes limitrophes sont  Apatou, Papaichton et Saint-Laurent-du-Maroni.

### Localisation

En rouge le territoire communal de Grand-Santi.

Les points culminants remarquable de la commune sont la montagne Kotika (730 m) et les montagnes françaises (552 m).

### Climat
Le climat y est de type équatorial humide, type Af selon la classification de Koppen.

## Urbanisme

### Typologie
Grand-Santi est une commune rurale, car elle fait partie des communes peu ou très peu denses, au sens de la grille communale de densité de l'Insee,,,.

### Voies de communication et transports
Jusqu'en 2010, la seule voie  de communication était la rivière Lawa et le fleuve Maroni. Depuis cette date, a été mise en place par l'agence air Guyane une rotation d'avion trois fois par semaine, les mercredis, vendredis et dimanches. Aujourd'hui, l'avion effectue six rotations tous les jours sauf le mardi en direction de Saint-Laurent, Maripasoula et Cayenne.

## Histoire
- 1930 : Création du territoire de l'Inini, division administrative contenant Grand-Santi.
- 1946 : Départementalisation de la Guyane, le territoire de l'Inini devient un arrondissement.
- 1968 : Création du cercle municipal de Grand-Santi-Papaïchton-Apatou.
- 1969 : Les cercles municipaux sont transformés en municipalités.
- 1976 : Séparation des communes d'Apatou et de Grand-Santi-Papaïchton.
- 1992 : Séparation des communes de Papaïchton et de Grand-Santi.

## Politique et administration

### Liste des maires
| Période   | Période                    | Identité    | Étiquette | Qualité                                        |
| --------- | -------------------------- | ----------- | --------- | ---------------------------------------------- |
| juin 1995 | mai 2020                   | Paul Martin | DVG-LREM  | 4e vice-président de la CC de l'Ouest guyanais |
| mai 2020  | En cours (au 11 juin 2020) | Félix Dada  | app.PSG   | Cadre de la fonction publique                  |

## Démographie
L'évolution du nombre d'habitants est connue à travers les recensements de la population effectués dans la commune depuis 1961, premier recensement postérieur à la départementalisation de 1946. À partir de 2006, les populations de référence des communes sont publiées annuellement par l'Insee. Le recensement repose désormais sur une collecte d'information annuelle, concernant successivement tous les territoires communaux au cours d'une période de cinq ans. Pour les communes de moins de 10 000 habitants, une enquête de recensement portant sur toute la population est réalisée tous les cinq ans, les populations de référence des années intermédiaires étant quant à elles estimées par interpolation ou extrapolation. Pour la commune, le premier recensement exhaustif entrant dans le cadre du nouveau dispositif a été réalisé en 2005.

En 2022, la commune comptait 9 390 habitants, en évolution de +26,41 % par rapport à 2016 (Guyane : +7,07 %, France hors Mayotte : +2,11 %).
| 1961 | 1967 | 1974  | 1982 | 1990  | 1999  | 2010  | 2015  | 2020  |
| ---- | ---- | ----- | ---- | ----- | ----- | ----- | ----- | ----- |
| 696  | 723  | 1 041 | 754  | 1 786 | 2 862 | 5 065 | 6 969 | 8 859 |

| 2022  | - | - | - | - | - | - | - | - |
| ----- | - | - | - | - | - | - | - | - |
| 9 390 | - | - | - | - | - | - | - | - |

## Économie
La monnaie locale est l'euro comme dans tout le département mais cependant il est possible de voir des personnes payer en dollars surinamiens ou en gramme d'or. La population vit essentiellement de son agriculture avec des produits cultivés comme le manioc, le riz et le wassai. D'autres sont piroguiers et arpentent sans cesse le fleuve pour ravitailler en essence les sites d'orpaillage et les épiceries locales.
La commune possède un aérodrome, l'aérodrome de Grand-Santi.

## Lieux et monuments
- Église Saint-Jean-Baptiste de Grand-Santi. L'église est dédiée à saint Jean le Baptiste.

## Galerie

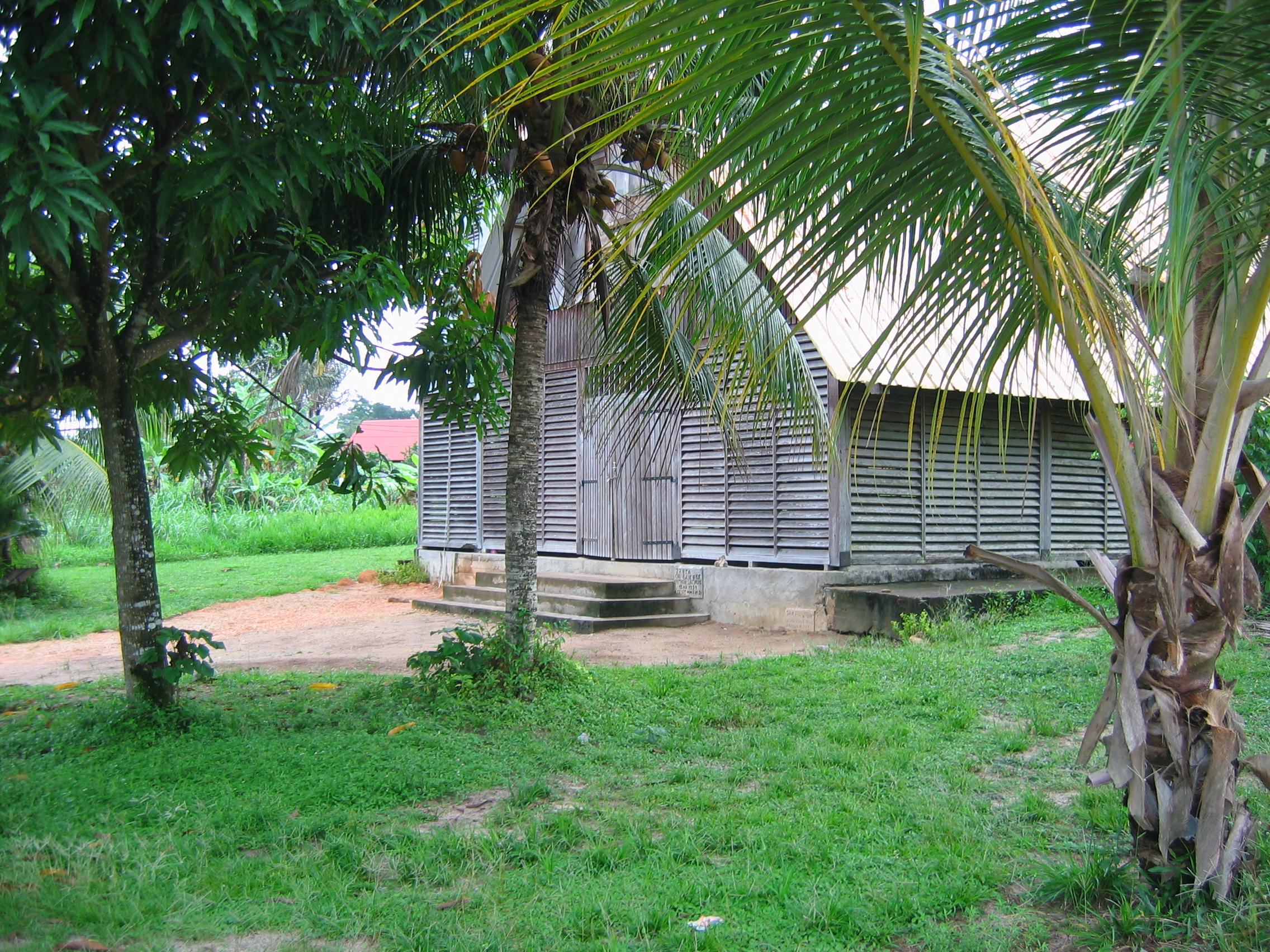
Église de Grand-Santi.
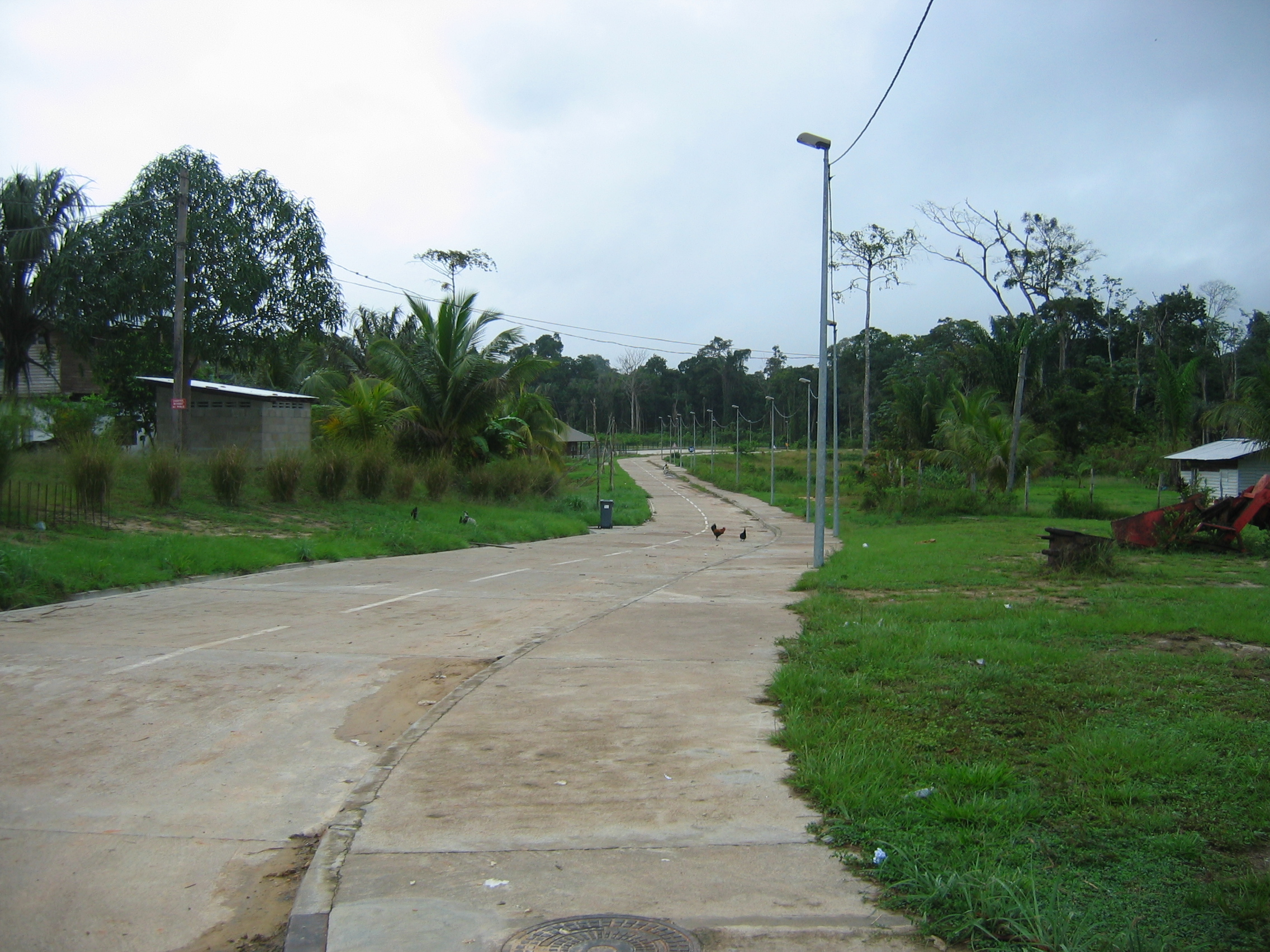
Route en direction du collège de Grand-Santi.
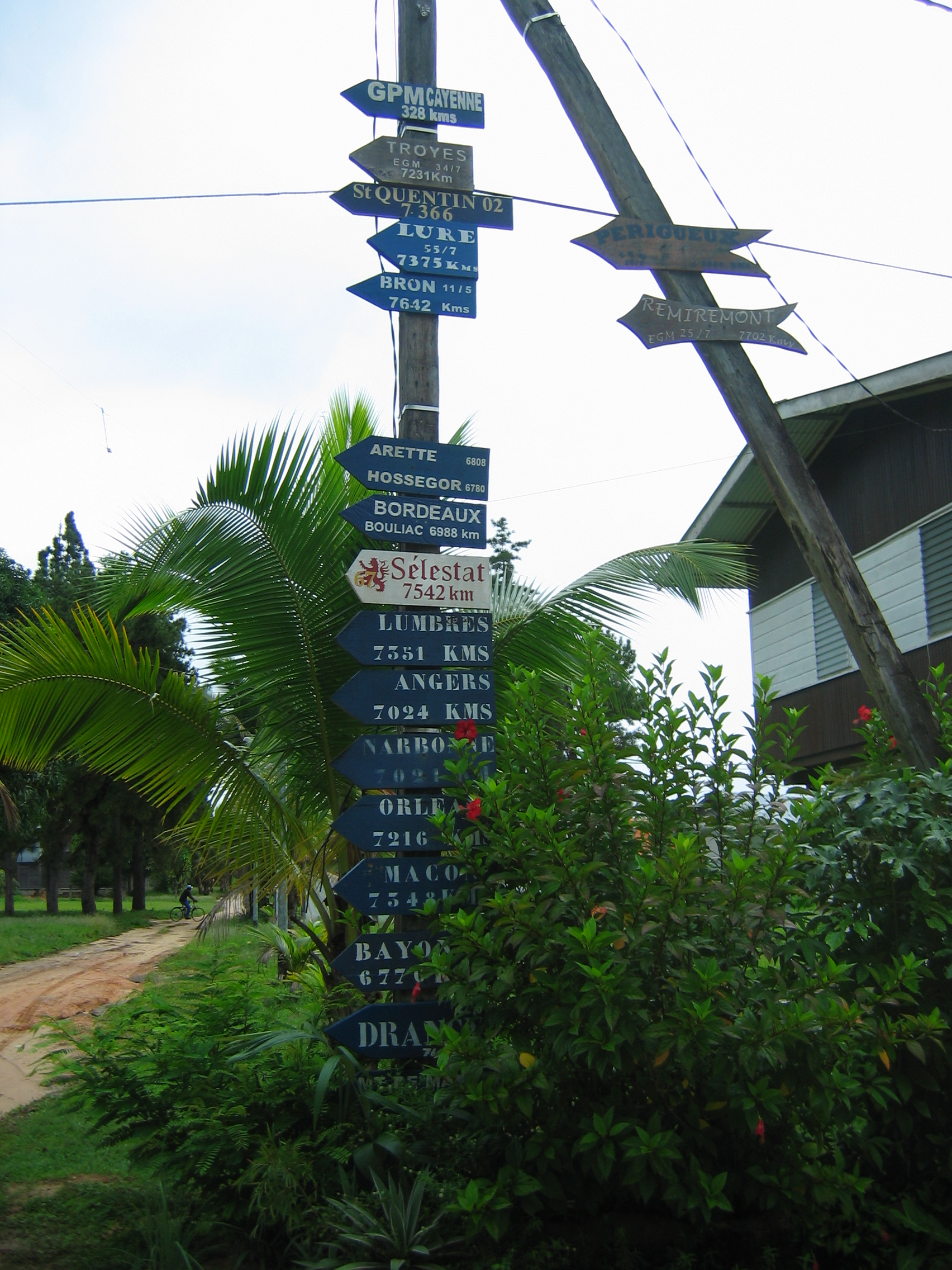
Distances kilométriques depuis Grand-Santi.
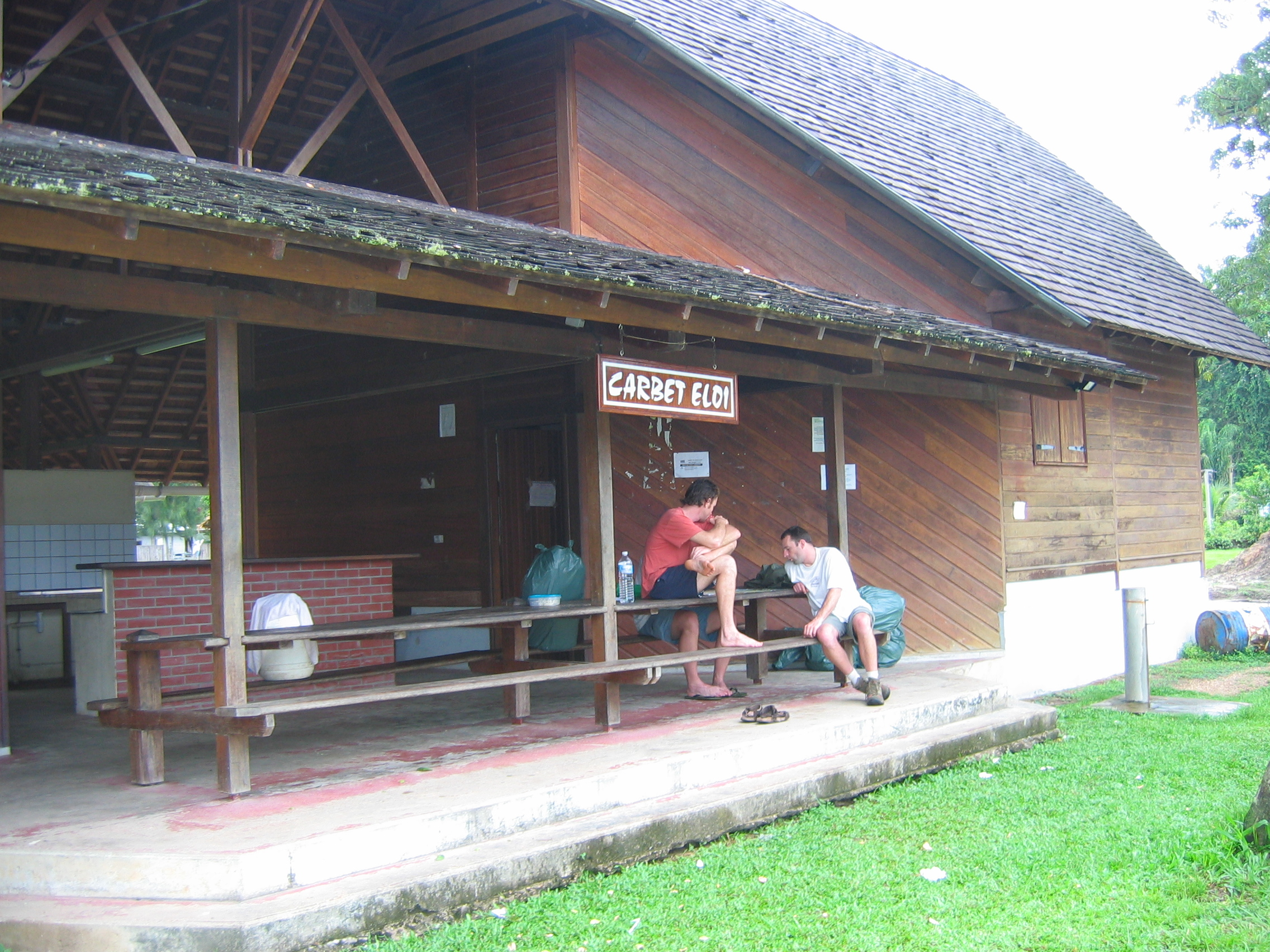
Carbet de passage à Grand-Santi.
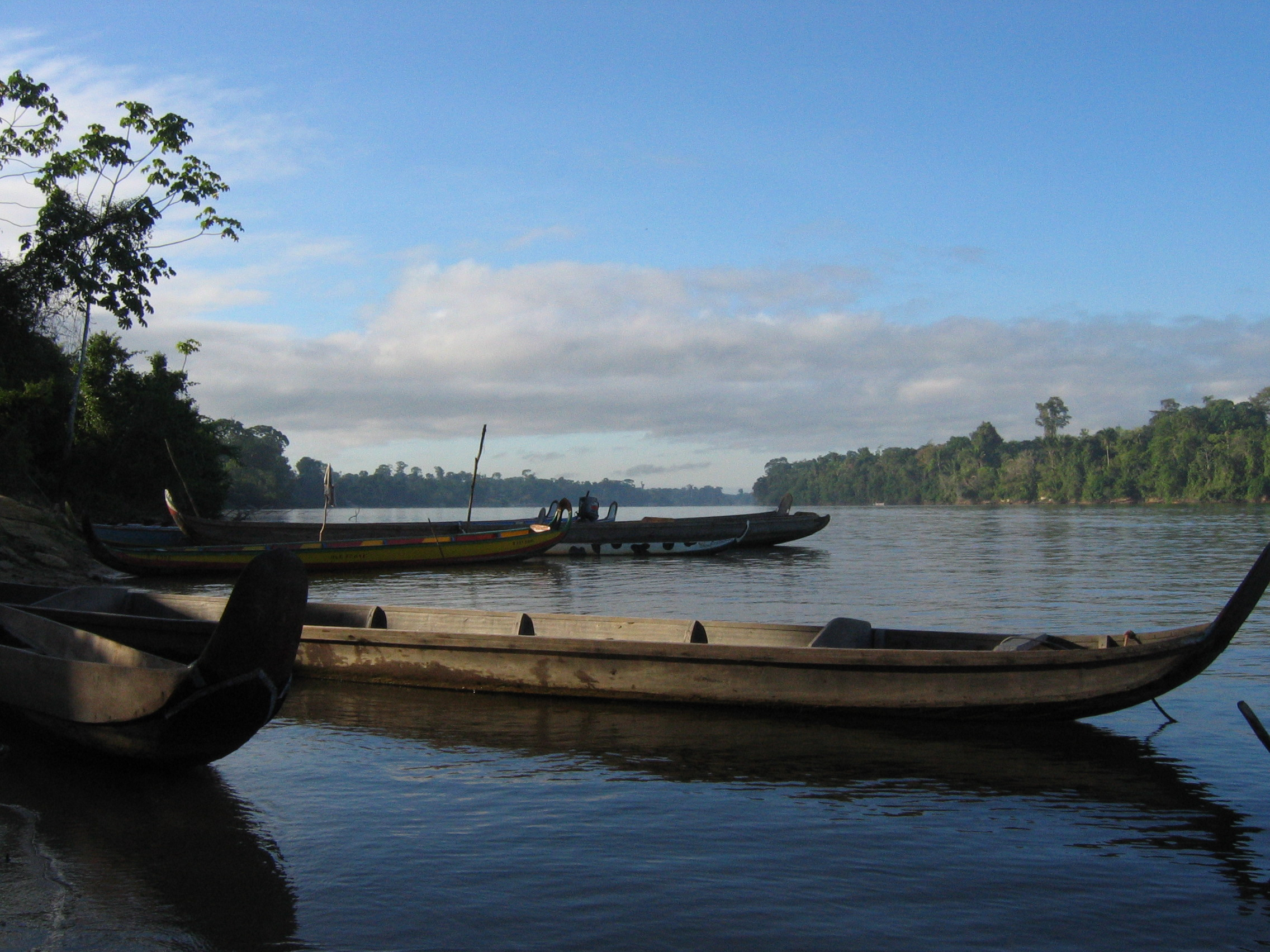
Vue du fleuve Maroni (Lawa) depuis Grand Santi.
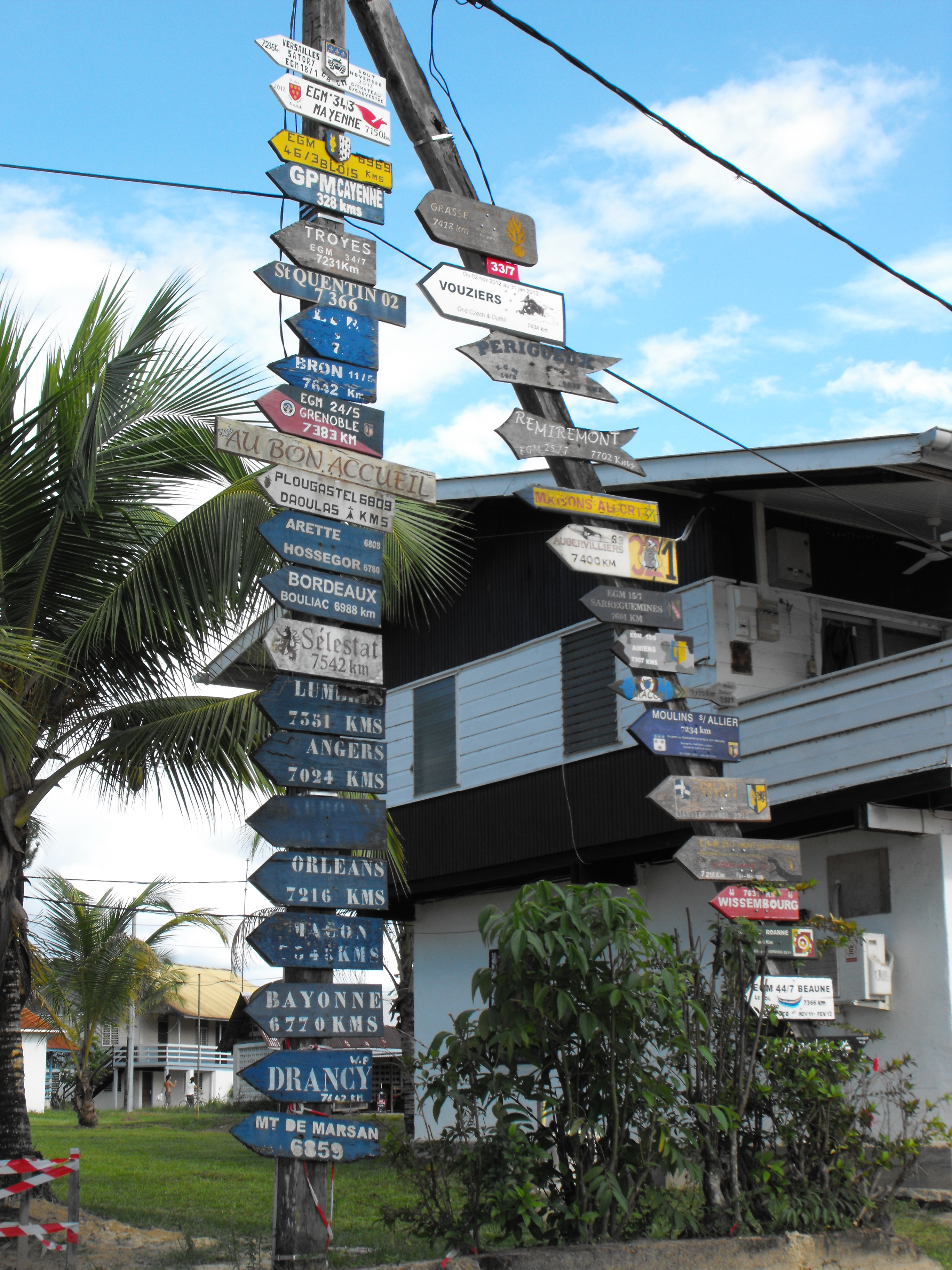
Distances kilométriques depuis Grand Santi.